# Geniostoma biseriale
Geniostoma biseriale är en tvåhjärtbladig växtart som beskrevs av Rechinger. Geniostoma biseriale ingår i släktet Geniostoma och familjen Loganiaceae. Inga underarter finns listade i Catalogue of Life.